# Horthy Béla (festő)
Horthy Béla (Mezőkaszony, 1869. február 4. – Budapest, 1943. február 10.) magyar festő, a nagybányai művésztelepen az első kiállító művészek egyike.

## Életpályája
Előbb jogot végzett, utána Münchenben és Nagybányán tanult rajzolást és festést Hollósy Simonnál. Párizsba is ellátogatott. A nagybányai művésztelep tagjaként plein air szemléletű alakos tájképeket, életképeket festett. Szobrászattal is foglalkozott. 1897–98-ban és 1901-ben dolgozott Nagybányán. 1905–10 között országgyűlési képviselő volt a Függetlenségi Párt színeiben (a tenkei kerületet képviselete). A Magyarországi Tanácsköztársaság megdöntése után négyhónapos börtönbüntetésre ítélték. A festést soha nem hagyta abba, számos alakos kompozíciót alkotott nagybányai stílusban, jó kompozícióteremtő képességgel bírt. Budapest ostroma idején a fővárosban érte a halál.
1891-től volt kiállító művész Budapesten, majd Nagybányán. 1916-ban a Nemzeti Szalonban, 1921-ben az Ernst Múzeumban vett részt csoportos kiállításokon. Számos képet vásárolt tőle a Szépművészeti Múzeum.

## Műveiből
- Búcsú
- Lópatkolás
- Őszi napsugár
- Felolvasás (olaj, vászon, 120x160 cm)[1]
- Menyecske (1942; olaj, rétegelt lemez, 61 x 41 cm)
- Járőrök a Hargitán (olaj, vászon, 64x90 cm)
- Bevonuló huszárok (olaj, vászon, 124x180 cm)[2]
- Férfiképmás (1942; olaj, vászon; 54X40 cm)[3]
- Ádám és Éva (1942; olaj, vászon, 115x140 cm)
- Ülő nő (1942; olaj, vászon, 60x42 cm)
- Napraforgók (1942; olaj, vászon, 62x48 cm)
- Négyesfogat (1942; olaj, vászon, 113x140 cm)
- Pásztorok imádása (1942; olaj, vászon, 118x154 cm)